# Perilampsis miratrix
Perilampsis miratrix är en tvåvingeart som beskrevs av Munro 1939. Perilampsis miratrix ingår i släktet Perilampsis och familjen borrflugor.
Artens utbredningsområde är Zimbabwe. Inga underarter finns listade i Catalogue of Life.